# ウィリアム・フォワード (第4代ウィックロー伯爵)
第4代ウィックロー伯爵ウィリアム・フォワード（英語: William Forward, 4th Earl of Wicklow KP、出生名ウィリアム・ハワード（William Howard）、1788年2月13日 – 1869年3月22日）は、アイルランド貴族。1821年から1869年までアイルランド貴族代表議員を務めた。1815年から1818年までクロンモア卿の儀礼称号を使用した。

## 生涯
第3代ウィックロー伯爵ウィリアム・ハワードと妻イリナ（Eleanor、旧姓コールフィールド（Caulfeild）、1807年4月2日没、フランシス・コールフィールド閣下の娘）の息子として、1788年2月13日にダブリンのラトランド・スクエア（現パーネル・スクエア）で生まれた。1805年6月26日にケンブリッジ大学セント・ジョンズ・カレッジに入学、1809年にM.A.の学位を修得した。祖母にあたる初代ウィックロー女伯爵アリス・ハワード（旧姓フォワード）の遺産が父に継承されたとき、父が「フォワード」を姓に加えた（1815年に爵位を継承すると元に戻した）ため、ウィリアム自身もフォワード姓を名乗り、以降死去するまでフォワード姓を名乗った。『ロンドン・ガゼット』では遺産継承に関する布告が「ウィックロー伯爵ウィリアム・フォワード閣下」（The Right Honourable William Forward, Earl of Wicklow）の表記となっているが、『完全貴族名鑑』などウィリアムが後に姓をハワードに戻したとする文献もある。
1818年9月27日に父が死去すると、ウィックロー伯爵位を継承した。1821年にアイルランド貴族代表議員に選出され、1869年に死去するまで務めた。議員としてはトーリー党に所属した。
1831年10月7日にウィックロー統監に任命され、1869年に死去するまで務めた。
1842年6月5日、聖パトリック勲章を授与された。
1869年3月22日にメリルボーンのキャヴェンディッシュ・スクエア2号で死去、27日にスタンモアで埋葬された。甥チャールズ・フランシス・アーノルドが爵位を継承した。

## 家族

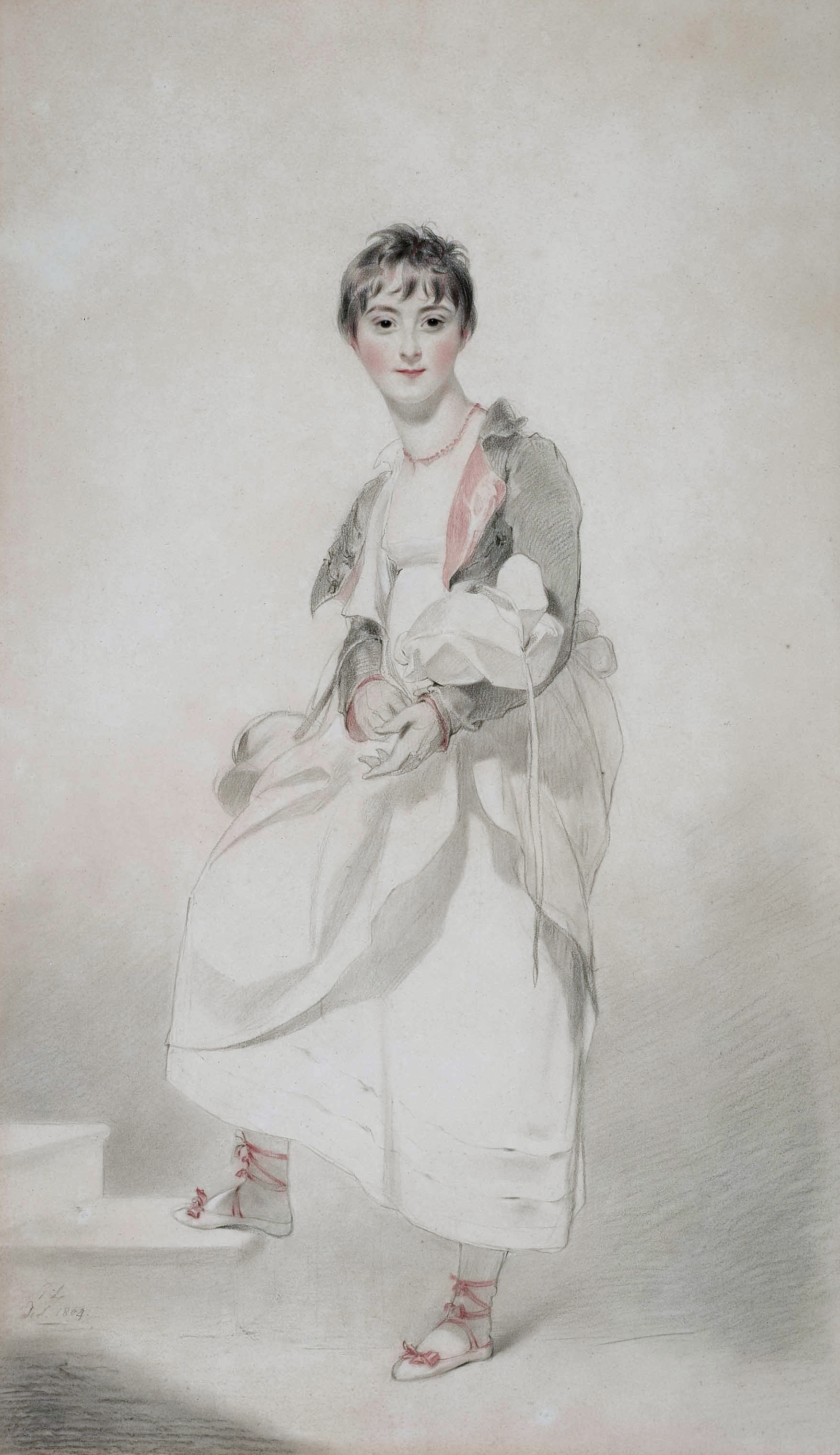
ウィックロー伯爵夫人セシル・フランシス。トーマス・ローレンス画、1804年。

1816年2月16日、セシル・フランシス・ハミルトン（Cecil Frances Hamilton、1795年7月19日 – 1860年7月7日、初代アバコーン侯爵ジョン・ジェイムズ・ハミルトンの娘）と結婚、7女をもうけた。
- イリナ・セシル（1817年4月26日 – 1852年6月15日） - 1840年11月23日、第3代エレンバラ男爵チャールズ・タウリー＝ロウ（1820年 – 1890年10月9日）と結婚[6]
- ハリエット（Harriet、1820年2月16日 – 1846年12月16日[6]）
- フランシス（1821年7月26日 – 1897年8月20日） - 1845年7月29日、コリン・リンジー閣下（Hon. Colin Lindsay、1819年12月6日 – 1892年1月28日、第24代クロフォード伯爵ジェイムズ・リンジーの息子）と結婚、子供あり[7]
- アン・ジェーン（1824年12月10日 – 1909年6月20日） - 1854年6月8日、初代ミルフォード男爵リチャード・フィリップス（英語版）（1801年 – 1857年1月3日）と結婚。1861年6月4日、トマス・ジョセフ・エア（Thomas Joseph Eyre、1821年6月11日 – 1902年1月18日）と再婚[7]
- イザベラ（1827年9月29日 – 1845年9月16日[6]）
- キャサリン（1831年8月23日 – 1882年12月27日） - 1855年7月4日、アーサー・チャールズ・オーガスタス・ピーター閣下（Hon. Arthur Charles Augustus Petre、1827年3月29日 – 1882年11月4日、第11代ピーター男爵ウィリアム・ピーターの息子）と結婚、子供あり[6]
- マリア（1834年8月17日 – 1851年10月21日[6]）